# Fiti
Fiti (gr. Φύτη) – wieś w Republice Cypryjskiej, w dystrykcie Pafos. W 2011 roku liczyła 150 mieszkańców.